# Eccles (Virginie-Occidentale)
Pour les articles homonymes, voir Eccles.
Eccles est une census-designated place située dans le comté de Raleigh, dans l’État de Virginie-Occidentale, aux États-Unis. Lors du recensement de 2020, elle comptait 334 habitants.